# 贝尔盖姆
贝尔盖姆（法語：Bergheim，法語發音：[bɛʁɡaim] ⓘ）是法国上莱茵省的一个市镇，属于科尔马-里博维莱区。

## 地理
贝尔盖姆（48°12'19"N, 7°21'42"E）面积19.16 平方千米，位于法国大東部大區上莱茵省，该省份为法国东部内陆省份，是阿尔萨斯的一部分，今与下莱茵省组成了阿尔萨斯欧洲集体，其北临下莱茵省，西接孚日省，西南接贝尔福地区省，东侧沿莱茵河与德国相望，南与瑞士接壤。
与贝尔盖姆接壤的市镇（或旧市镇、城区）包括：里博維萊、塔嫩基什、罗代恩、罗什维尔、圣伊波利特、盖马尔。
贝尔盖姆的时区为UTC+01:00、UTC+02:00（夏令时）。

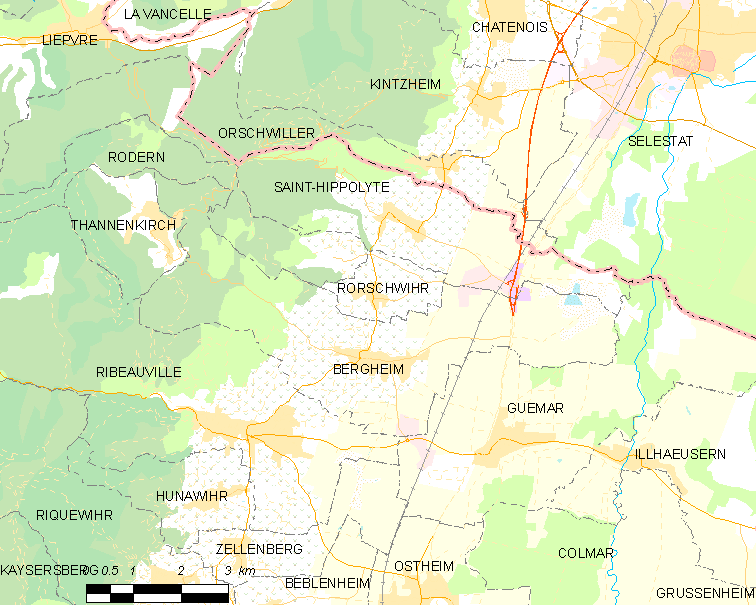
贝尔盖姆的OSM定位图

## 行政
贝尔盖姆的邮政编码为68750，INSEE市镇编码为68028。

## 政治
贝尔盖姆所属的省级选区为圣玛丽欧米讷县。

## 人口

1962-2008年间贝尔盖姆人口变化图示

贝尔盖姆于2022年1月1日时的人口数量为2061人。